# 붉은부리갈매기

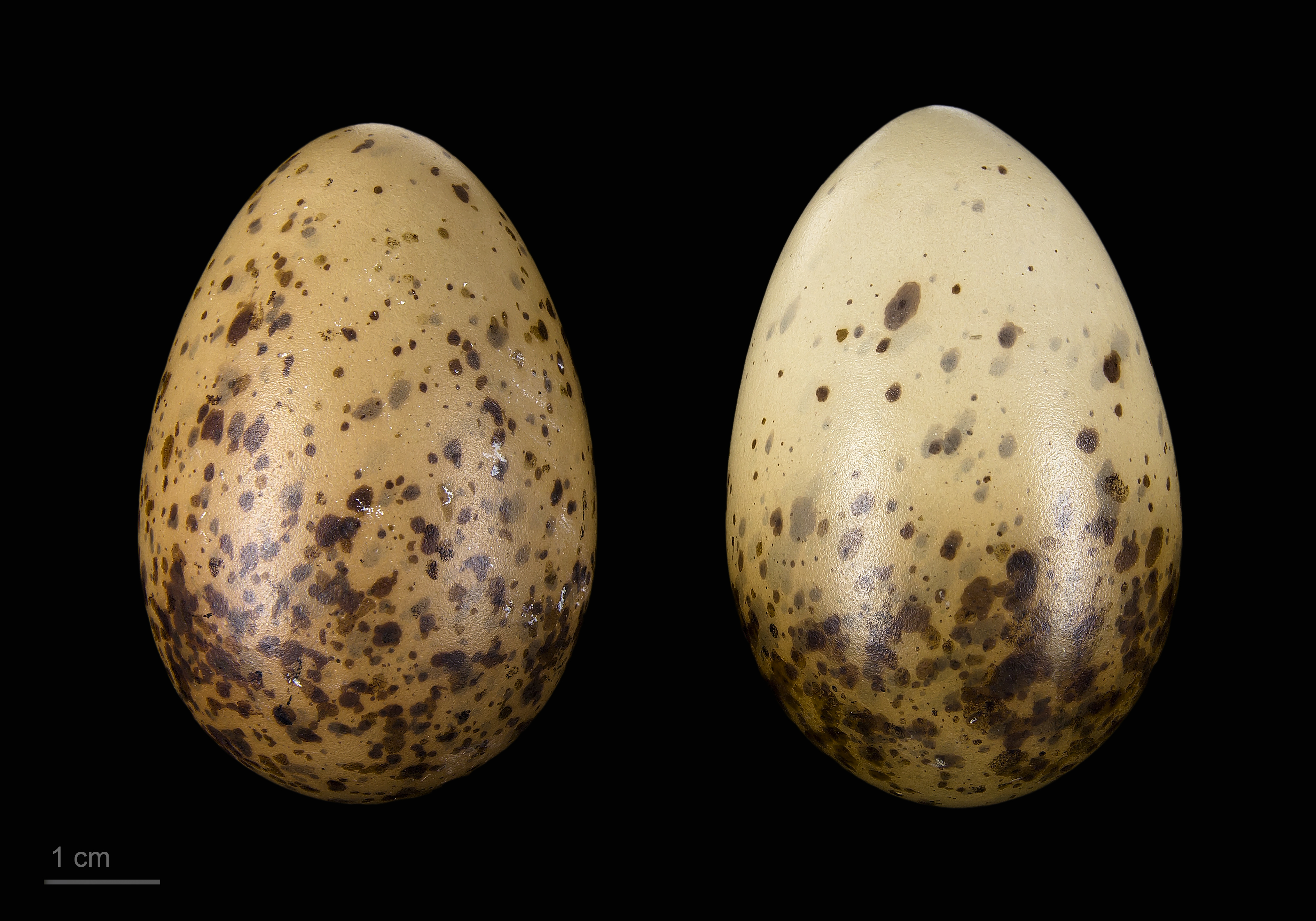
Chroicocephalus ridibundus

붉은부리갈매기는 도요목 갈매기과 검은머리갈매기속으로 분류되는 조류의 일종이다.